# Gerhard Doerfer
Gerhard Doerfer (* 8. März 1920 in Königsberg; † 27. Dezember 2003 in Göttingen) war ein deutscher Turkologe und Altaist.

## Leben
Gerhard Doerfer verbrachte die ersten Lebensjahre in Königsberg und nach dem Umzug der Familie ab 1928 in Berlin. Nach Reichsarbeitsdienst im Jahre 1938, Kriegsdienst und Kriegsgefangenschaft begann er 1949 ein Studium in Berlin, das Turkologie und Altaistik bei Karl Heinrich Menges, Islamkunde bei Richard Hartmann und Walther Braune sowie Iranistik bei Olaf Hansen umfasste. 1954 erfolgte seine Promotion mit der Dissertation Zur Syntax der Geheimen Geschichte der Mongolen. Von 1955 bis 1957 war er Assistent an der Akademie der Wissenschaften und der Literatur in Mainz. 1960 erfolgte die Habilitation an der Universität Göttingen, an welcher er ab 1966 auch als außerplanmäßiger Professor tätig war. Von 1966 bis 1968 hielt er als Gastprofessor Vorlesungen an der Indiana University in Bloomington. In den Jahren 1968, 1969 und 1973 leitete er Expeditionen nach Persien zur Erforschung der Turksprachen des Chaladsch und Oghusischen. 1970 wurde er Ordinarius des eigens für ihn neu gegründeten Lehrstuhls für Turkologie und Altaistik an der Universität Göttingen. Im Wintersemester 1975/76 lehrte er als Gastprofessor an der Universität Istanbul. Nach seiner Emeritierung im Jahr 1988 setzte er seine Lehr- und Forschungstätigkeit bis zu seinem Lebensende fort.
Zu seinen bedeutendsten Schriften zählt das vierbändige Werk Türkische und mongolische Elemente im Neupersischen. Unter besonderer Berücksichtigung älterer neupersischer Geschichtsquellen, vor allem der Mongolen- und Timuridenzeit, das in den Jahren von 1963 bis 1975 entstanden ist.
Sein Sohn ist der Jurist und Publizist Achim Doerfer.

## Veröffentlichungen (Auswahl)
- Der Numerus im Mandschu (= Abhandlungen der geistes- und sozialwissenschaftlichen Klasse der Akademie der Wissenschaften und der Literatur in Mainz. Jahrgang 1962, Nr. 4).
- Türkische und mongolische Elemente im Neupersischen. Unter besonderer Berücksichtigung älterer neupersischer Geschichtsquellen, vor allem der Mongolen- und Timuridenzeit (= Akademie der Wissenschaften und der Literatur Mainz. Veröffentlichungen der Orientalischen Kommission. Bd. 16, 19–21, ISSN 0568-4447). 4 Bände. Franz Steiner, Wiesbaden 1963–1975.
- Grammatik des Chaladsch (= Turcologica. Bd. 4). Harrassowitz, Wiesbaden 1988, ISBN 3-447-02865-3.
- mit Wolfram Hesche: Chorasantürkisch. Wörterlisten, Kurzgrammatiken, Indices (= Turcologica. Bd. 16). Harrassowitz, Wiesbaden 1993, ISBN 3-447-03320-7.
- Formen der älteren türkischen Lyrik (= Studia uralo-altaica. Nr. 37). Universitas Szegediensis de Attila József Nominata, Szeged 1996, ISBN 963-481-881-1.
- Etymologisch-ethnologisches Wörterbuch tungusischer Dialekte. (Vornehmlich der Mandschurei). Olms, Hildesheim u. a. 2004, ISBN 3-487-12759-8.